# Sojoez 18
Sojoez 18 (ook: Sojoez 18B of 07818) was een Russische bemande ruimtevlucht uit 1975. Doel van deze missie was een koppeling met ruimtestation Saljoet 4. De bemanning vestigde een nieuw Russisch duurrecord en deze vlucht vond gelijktijdig met het Apollo-Sojoez-testproject plaats.

## Saljoet 4enSojoez 18A
Nadat op tweede kerstdag 1974 Saljoet 4 werd gelanceerd, voerde het station zijn baanhoogte al snel op. Op grotere hoogte is minder luchtweerstand en is dus minder brandstof nodig om constant de baanhoogte op te krikken. Dat wees erop dat de Sovjet-Unie dit station veel langer wou gebruiken dan zijn voorgangers. Nadat Sojoez 17 een geslaagde missie uitvoerde, was de bedoeling dat Sojoez 18A diens werk zou voortzetten. Echter, de vlucht van Sojoez 18A eindigde al na luttele minuten in een noodlanding. De USSR kwam goed weg dat er geen dodelijke slachtoffers vielen. De Sojoez 18 moest het verloren terrein goedmaken en deze tweede stationsbemanning zou langdurig in Saljoet 4 verblijven.

## Bemanning en gewicht
De bemanning bestond uit twee personen. Luitenant-kolonel Pjotr Klimoek was de gezagvoerder. Zijn boordwerktuigkundige op deze vlucht heette Vitali Sevastjanov. Beide mannen waren ervaren kosmonauten. Klimoek vloog al in Sojoez 13; Sevastjanov zette reeds in 1970 een nieuw ruimteduurrecord met Sojoez 9. Sojoez 18 had een gewicht van 6570 kg.

## Vluchtverloop

### Lancering
Sojoez 18 werd gelanceerd op 24 mei 1975 met een Sojoez draagraket vanaf Tjoeratam te Bajkonoer. Deze Sojoez bereikte een baan met een apogeum van 247 km, een perigeum van 193 km en een omlooptijd van 88,6 minuten. De inclinatie bedroeg 51,6° bij een excentriciteit van 0,00409.
Na een dag voerde de bemanning een geslaagde koppeling uit. Ze maakten de luchtdruk aan beide kanten van het luik gelijk en stapten over. Zij zetten de wetenschappelijke proeven van hun voorgangers voort en voerden reparaties uit.

### Experimenten
De nadruk van deze missie lag op het onderzoek naar langdurig verblijf in de ruimte. Naast een hoop biomedisch onderzoek sportten beide kosmonauten veel. Een nieuw navigatiesysteem, Cascade, werd in de praktijk aan de tand gevoeld. Cascade richtte de Saljoet met grote precisie naar de Aarde, noodzakelijk om nauwkeurige opnamen van aardse hulpbronnen te maken. Er vonden regelmatige waarnemingen plaats van bossen en landbouwgebieden: de bemanning nam 2000 foto's. Verder deed men proeven met meeltorren en fruitvliegjes en ging in de "Oase" ruimtetuin na hoe planten, waaronder uien, in gewichtloosheid groeiden.
De röntgenstralingstelescoop onderwierp de sterrenbeelden Zwaan, Schorpioen en Maagd aan een nadere blik. Daarnaast werden diverse sterren, planeten en de dampkring geobserveerd. Bovendien verrichtten Klimoek en Sevastjanov waarnemingen van de Zon en maakten hiervan 600 foto's. Verder werden de gevolgen van veranderingen in hun werkschema nagegaan.

### Saljoet 4raakt versleten
Ook een ruimtestation vertoont vroeg of laat gebreken. De bemanning repareerde een spectrometer en verving een instrument om de samenstelling van gassen te bepalen.  Een defecte condensorpomp werd vervangen door een handpomp. Maar dit alles verhulde niet dat Saljoet 4 onderhevig was aan slijtage. In tegenstelling tot tegenwoordig had de eerste generatie ruimtestations slechts een beperkte levensduur. Medio juli 1975 vertoonde het klimaatsysteem steeds meer mankementen. De patrijspoorten waren voortdurend beslagen en de wanden raakten hoe langer hoe meer beschimmeld. Beide kosmonauten droegen nu voortdurend trainingspakken en voerden de duur van hun lichamelijke oefeningen op tot meer dan twee uur per dag. Maar het moment om het station op te geven brak aan. Vanaf 18 juli bereidden ze het station voor op onbemand functioneren. Op 24 juli schakelden ze de niet noodzakelijke systemen van Saljoet 4 uit en startten Sojoez 18 weer op. Slechts de onbemande Sojoez 20 zou (in november '75) nog met het station koppelen.
Op 25 juli brachten de motoren van Sojoez 18 de Saljoet 4 in een hogere baan om voortijdige terugkeer in de atmosfeer te verhinderen. Toen zat de missie er op en ging de bemanning op huis aan. Dit nam een dag in beslag.

## Landing

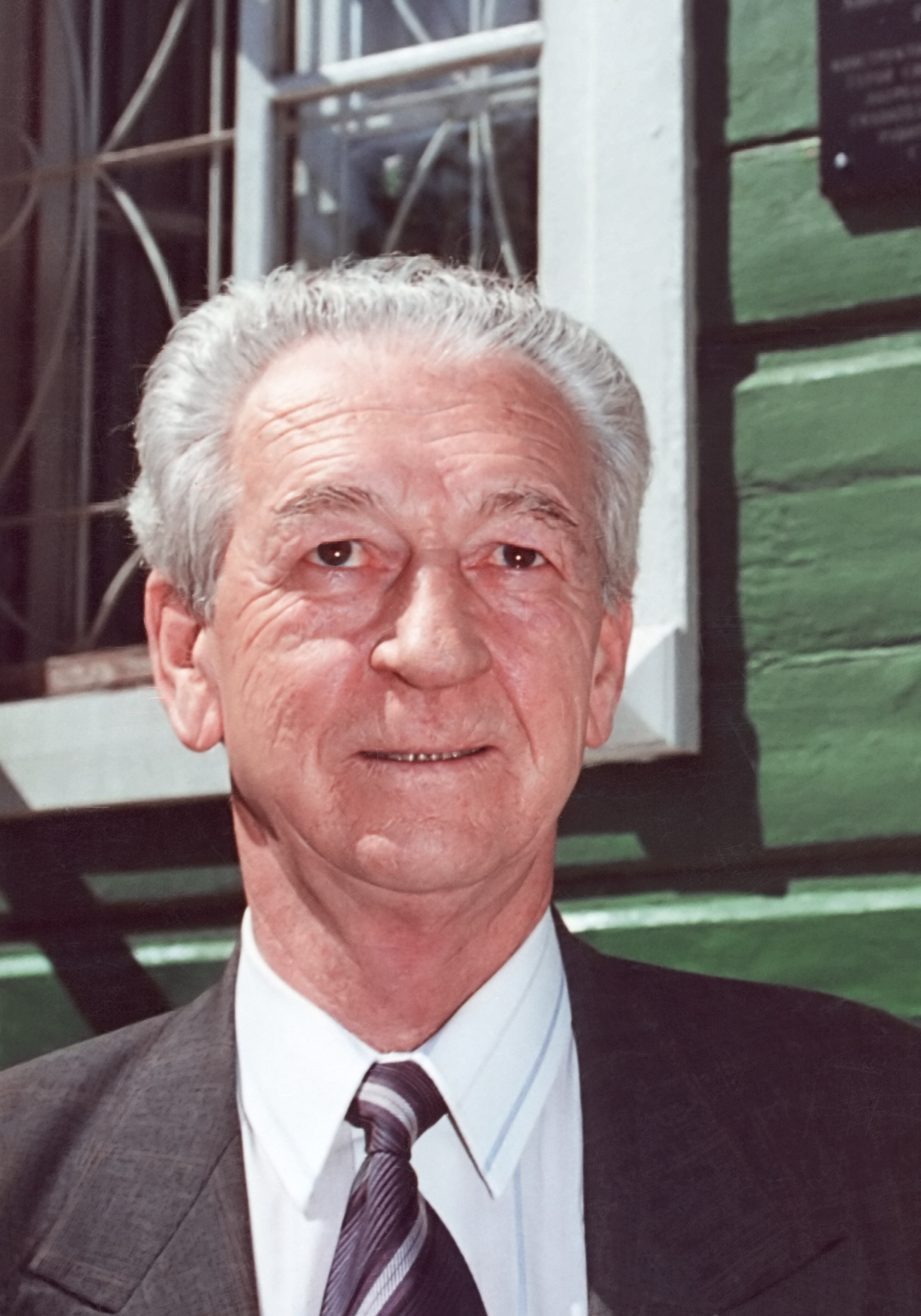
Vitali Sevastjanov (2002)

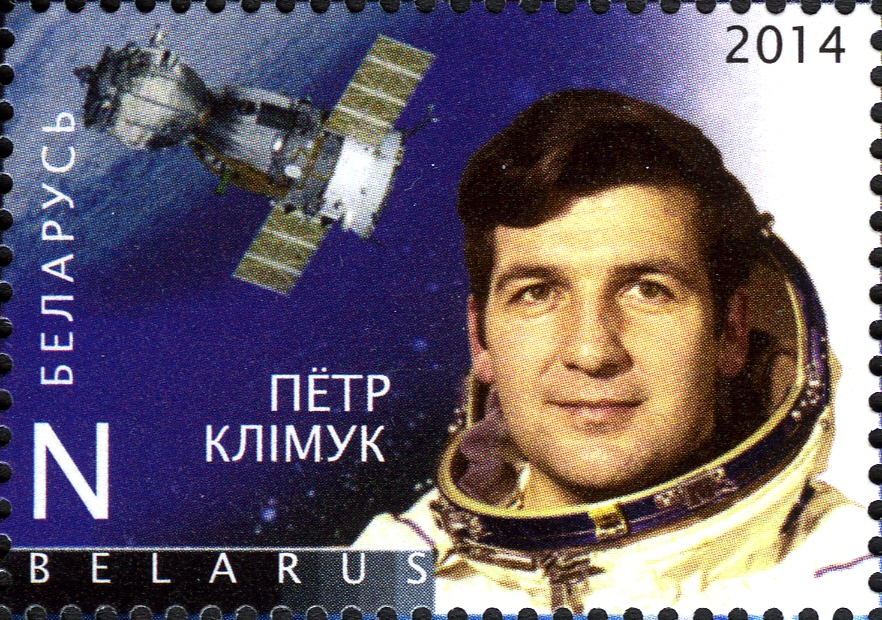
Klimoek op een herdenkingszegel uit Wit-Rusland (2014)

Klimoek en Sevastjanov keerden na een vlucht van bijna twee maanden naar de Aarde terug op 26 juli 1975. Omdat deze vlucht samenviel met het ASTP, wou de Russische staats-tv een goed figuur slaan voor het oog van de buitenlandse pers. Zij maakte daarom een uitgebreide reportage van de landing. De landing zelf verliep zonder problemen, maar het duurde twee dagen voor Klimoek tot een korte wandeling van tien minuten in staat was. Het vergde een week voor hij volledig van zijn ruimtevlucht herstelde. Sojoez 18 kwam 56 km ten oosten van Arkalyk te Qostanay neer. De totale vluchtduur bedroeg 62 dagen, 23 uur en 20 minuten. Gedurende die tijd cirkelde ze 993 maal om de Aarde. Voor Sevastjanov betekende het zijn laatste vlucht; Klimoek ging hierna nog één keer omhoog.
1 ·
2 ·
3 ·
4 ·
5 ·
6 ·
7 ·
8 ·
9 ·
10 ·
11 ·
12 ·
13 ·
14 ·
15 ·
16 ·
17 ·
18A ·
18 ·
19 ·
20 ·
21 ·
22 ·
23 ·
24 ·
25 ·
26 ·
27 ·
28 ·
29 ·
30 ·
31 ·
32 ·
33 ·
34 · 
35 ·
36 ·
37 ·
38 ·
39 ·
40

T-1 ·  
T-2 ·
T-3 ·
T-4 ·
T-5 · 
T-6 ·
T-7 · 
T-8 ·
T-9 · 
T-10-1 ·
T-10 · 
T-11 ·
T-12 · 
T-13 ·
T-14 · 
T-15